# Zmote dijaka Tjaža
Zmote dijaka Tjaža je roman Florjana Lipuša. Roman je izšel leta 1972 v Mariboru pri založbi Obzorja.

## Vsebina
Roman opisuje intimno čustveno in duhovno krizo mladega Tjaža v utesnjenem, idejno in nacionalno razdvojenem okolju. 
Mladenič je odrasel v težkih razmerah. Njegov zapiti oče je bil nekdaj drvar, ko so ga s te službe odstavili, je postal cestni pometač. Tjaževa mati je umrla v nemškem koncentracijskem taborišču, ker je podpirala partizane. Tjaž ima težave tudi z vzgojo in šolanjem  v verskem zavodu, kjer želijo iz učencev napraviti popolnoma pasivne, verne ljudi brez lastne volje. Tej vzgoji se upre, zato ga izključijo, sam pa napravi samomor. Roman je delno avtobiografski, saj opisuje tudi dogodke iz Lipuševe težke mladosti.